# Шмидт, Георг Филипп
Георг Филипп Шмидт (1 января 1766, Любек — 28 октября 1849, Оттенсен) — немецкий поэт, известный под именем Schmidt von Lübeck, медик и видный администратор.

## Биография
Происходил из любекской купеческой семьи. С 1786 по 1790 год учился сначала в Йене, затем в Геттингене, изучал право и финансовое дело, однако затем перешёл на богословский факультет. После смерти родителей получил большое наследство и решил продолжить своё образование, вернулся в Йену и начал изучать медицину. 
В 1797 году получил диплом врача и уехал практиковать в Киль. Вскоре совершил несколько путешествий по Германии, в 1799 году переехал на датский остров Фюн, где стал учителем коммерции, истории и английской литературы. 
Спустя три года он поступил на датскую государственную службу и находился на ней до 1813 года, занимая самые разные должности — от министра финансов и главы королевского банка до рыболовного инспектора. 
В 1813 году возглавил банк в Киле, в 1818 году вернулся в Данию и служил там на финансовых должностях до 1829 года.
Его песни были собраны и изданы Шумахером («Lieder», 1821, множество изданий). Некоторые из них («Ich komme vom Gebirge her», «Von allen Ländern in die Welt» и др.) сделались народными. Кроме того, Шмидт написал «Historische Studien» (1827).